# Adéla z Meaux
Adéla z Meaux (francouzsky Adélaïde de Vermandois, 935? – 974) byla hraběnka z Anjou.

## Život
Narodila se jako dcera hraběte Roberta z Vermandois a Adély ze Châlonu. Zřejmě roku 965 se stala třetí chotí Geoffroye z Anjou. Společně s manželem se roku 974 zúčastnila v Angers vysvěcení biskupa Rinalda a téhož roku obdarovala klášter sv. Aubina, kde byla také pohřbena.
Děti:
- Ermengarda z Anjou, bretaňská vévodkyně, manželka Conana I. Bretaňského
- Fulko III. z Anjou zvaný Nerra, 987–1040 hrabě z Anjou